# St. Pius X. (Düsseldorf-Eller)

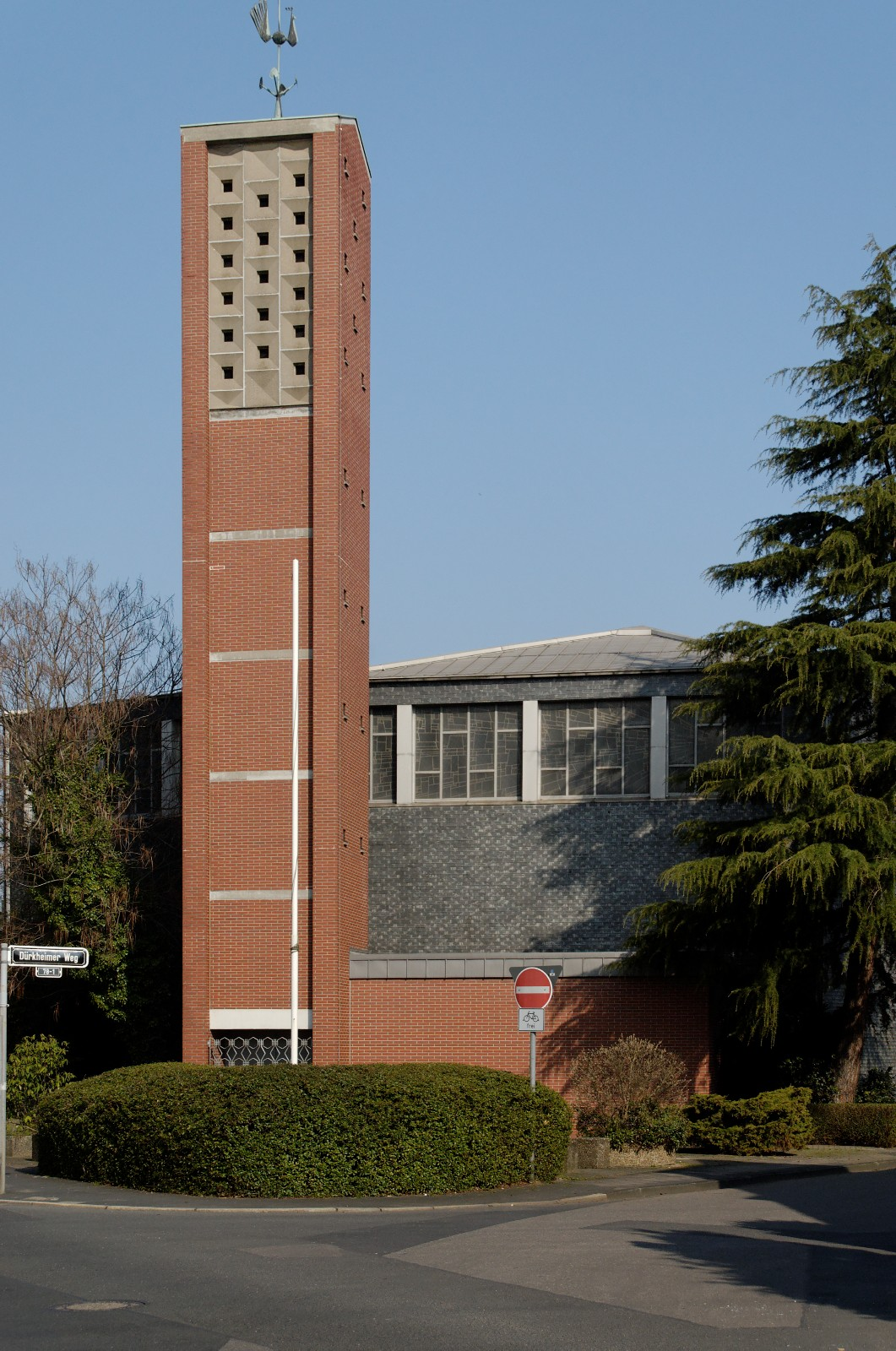
St. Pius X.

St. Pius X. ist eine katholische Pfarrkirche im Düsseldorfer Stadtteil Eller im sogenannten Gurkenland und unweit der Stadtteilgrenze zu Oberbilk. Die gleichnamige Pfarrei gehört zum Seelsorgebereich Unter- und Oberbilk, Friedrichstadt und Eller-West.

## Geschichte
Die Entstehung der Gemeinde ist eng mit dem Gurkenland, einer Schrebergartenkolonie verbunden, die nach dem Ende des Zweiten Weltkrieges zunehmend zum regulären Siedlungsgebiet in der stark zerstörten Stadt wurde. Religiös war die Pfarrei St. Josef in Oberbilk zuständig, die dortige Kirche war jedoch weit entfernt. So wurde bereits 1950 ein Bauwagen als Kapelle aufgestellt und 1957 eine Baracke als Notkirche errichtet.
Am 11. Oktober 1959 begann der Bau der heutigen Kirche, die am 19. März 1961 zum Gedenken an den heiligen Papst Pius X. geweiht wurde.
Noch im selben Jahr erfolgte die Erhebung zur Rektoratspfarre. Vier Jahre später erfolgte der Bau eines Gemeindezentrums, 1971 fanden Umbauarbeiten im Innern statt.

## Architektur
St. Pius X. hat einen achteckigen Grundriss. Von außen sichtbar ist rotes klinkerartiges Mauerwerk. Die Kirche ist einschiffig. Der Turm steht seitlich. Er hat einen rechteckigen Grundriss und ein Satteldach.